# Sommer-Paralympics 2008/Teilnehmer (Turkmenistan)
Turkmenistan nahm mit drei Sportlern an den Sommer-Paralympics 2008 im chinesischen Peking teil. Fahnenträger bei der Eröffnungsfeier war Ovezgeldi Orjiyev. Das beste Ergebnis erreichte die Powerlifterin Valentina Simakova mit einem 6. Platz in der Klasse bis 75 Kilogramm.

## Teilnehmer nach Sportart

### Powerlifting (Bankdrücken)
Frauen
- Mayagozel Pekiyeva
- Valentina Simakova

Männer
- Ovezgeldi Orjiyev